# Montagut (Arres)
El Montagut és una muntanya de 2.149 metres que es troba entre els municipis d'Arres i Es Bòrdes, a la comarca de la Vall d'Aran i de Banhèras de Luishon a França.